# Зал суда
Зал суда́, зал суде́бных заседаний или суде́бный зал — закрытое помещение, где проходит судебное заседание. Находится в здании суда. Зал суда делится на несколько частей своего строения — процессуальная зона (в ней находится судья, истец и ответчик), подиум для размещения стола судебного заседания, столы представителей сторон и трибуну для допроса свидетелей. обычно в нём находятся не все лица причастные к суду, такие как — судья, прокурор, адвокат, истец (потерпевший, свидетель), ответчик (обвиняемый), судебные приставы, суд присяжных и другие участники процесса.

## Декорация
Чаще всего зал судебных заседаний коричневого цвета, из-за использования в качестве стен, досок дуба.
В России, в случае если ответчик обвиняется в особо тяжких преступлениях, его помещают в специальную стеклянную защитную комнату или решетку для безопасности, однако в Европе такой подход к безопасности считается унизительным для ответчика, из-за этого в европейских странах такой меры не предпринимают. Также в залах суда, нередко рядом с судьёй ставят флаг страны в котором проходит судебное заседание.

## Древность
В Древней Греции суд присяжных называли Дикастерием, а судебные заседания проходили на афинской агоре. Зал суда в Древнем Риме и Древней Греции обычно была в форме круга. Обычно вокруг всех действующих лиц находились зрители, обычно это родственники или близкие люди обеих сторон суда. Строение юридических лиц совершенно одинаковое как на данный момент.

## Зал суда В СССР
Зал суда в Советском Союзе строился так: в нем находились народный судья СССР, подсудимый, милиционеры и народные заседатели проводившие рассмотрение уголовных и гражданских дел. Над народным судьёй на стене висел Герб СССР, но все же расположение в суде с пор Советского Союза почти не изменилось в России.